# ブラックリバー県
ブラックリバー県(英語：Black River District、フランス語：Rivière Noire District)は、モーリシャスの県。
2015年の人口は8万558人、面積は259km2、人口密度は311人/km2。
モーリシャス島西部海岸に位置する。
県都はバンブース。
かつてはタマリンが県都であった。
モーリシャス島で3番目に広い県だが、人口が2番目に少ない県でもある。
フランス語での名称はリヴィエール・ノワール県である。

## 観光
ブラックリバー県には、タマリンの滝、鉱物によって大地が7色に染まっているシャマレル、ブラックリバー国定公園などの観光スポットがある。
また、西に面しているため美しい夕日を見られるフリッカン・フラックなどの美しいビーチがあり、タマリンやル・モーンなどではよい風が吹くためサーフィンが盛んである。
そのため、フリッカン・フラック、タマリン、ル・モーンなどの漁村が少しずつ観光化しつつある。

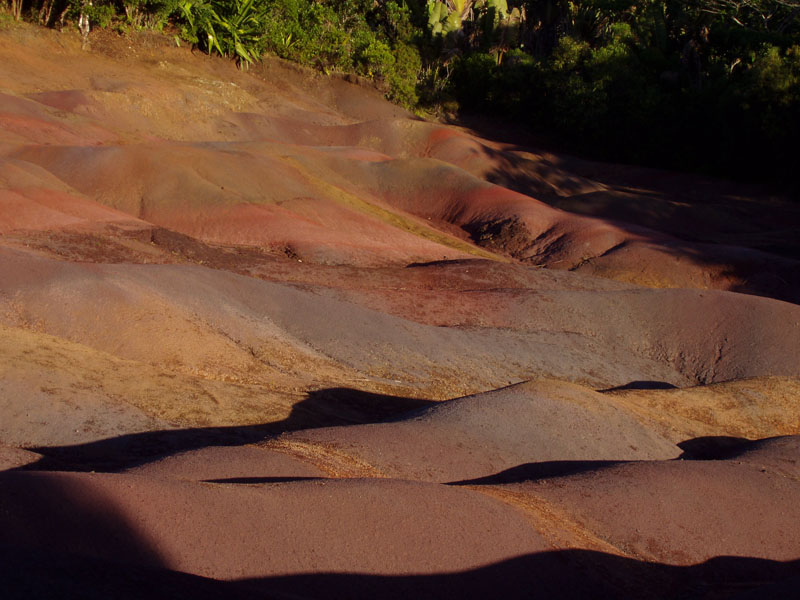
シャマレル